# Горчакова, Светлана Гениевна
Светлана Гениевна Горчакова (15 июля 1946) — коми актриса, режиссёр, заслуженный деятель искусств Российской Федерации.

## Творческий путь Светланы Гениевны Горчаковой как актрисы
Светлана Гениевна Горчакова родилась в творческой семье: её родители были актёрами колхозно-совхозного театра в селе Объячево Республики Коми. Со школьных лет Светлана участвовала в художественной самодеятельности, играла в спектаклях. По окончании школы в 1964 году стала студенткой Ярославского театрального училища имени Ф. Волкова, которое в течение вот уже многих лет готовит актеров и режиссёров для российской провинции. В 1983 году Светлана Горчакова параллельно с работой в театре получила высшее образование в Государственном институте театрального искусства им. А. В. Луначарского по специальности «актёр драматического театра и кино».

## Список ролей Светланы Гениевны Горчаковой
На протяжении восемнадцати лет она проработала в Коми Республиканском драматическом театре актрисой. Миловидной, гармонично сложенной и темпераментной девушке поручались роли в самых различных театральных жанрах.
Всего в репертуарном списке Светланы Горчаковой насчитывается около 60 ролей.
Список её ролей и диапазон актёрских возможностей расширялся стремительно быстро: подросток Петька в музыкальной комедии «Мой брат играет на кларнете» по произведению А. Г. Алексина (1976), Маленькая разбойница в спектакле по известной сказке Е. Л. Шварца (1977), Лиса в «Великом лягушонке» по сказке Л. Е. Устинова (1980), Берёзка в эксцентрической постановке «Йитчы-клеитчи» по пьесе Г. Д. Горчакова (1985). Светлана Горчакова играла и молоденьких романтически настроенных девушек — Катеньку в спектакле «Соловьиная ночь» по пьесе В. И. Ежова (1968), Анечку в спектакле «Океан» по пьесе А. П. Штейна (1969), заглавную роль в спектакле «Валентин и Валентина» по пьесе М. М. Рощина (1971), и обострённо драматические роли в зарубежном репертуаре — Катрин в спектакле «Мамаша Кураж и её дети» по Б. Брехту (1973), Лавинию в спектакле «Картина для алтаря» по пьесе Л. Фейхтвангера (1983). Грубовато-озорным народным юмором отмечены её роли в комедийных постановках: Калиса в спектакле «Кыськo тай эмось» (Бывают же такие) Г. А. Юшкова (1971), Лукерья в «Свадьбе с приданым» Н. М. Дьяконова (1984). Есть в творческом арсенале С. Г. Горчаковой и возрастные роли: многострадальная Мать в спектакле «Порог» по пьесе А. А. Дударева (1985), жена оленевода, певунья Пекла в постановке «Сoстом ельяс» по произведению Е. Рочева.
Светлану Горчакову можно назвать незаменимой исполнительницей в национальном репертуаре коми театра. Выросшая в коми деревне, она не понаслышке знает о трудностях, которые испытывали её героини. Именно жизненный опыт и профессиональная наблюдательность позволяли ей создавать узнаваемые образы, которым доверяет зритель.
В 1977 году Светлане Гениевне Горчаковой было присвоено звание заслуженной артистки Коми АССР.

## Творческий путь Светланы Гениевны Горчаковой как режиссёра-постановщика
В 1987 году, окончив высшие режиссёрские курсы в Государственном институте театрального искусства им. А. В. Луначарского под руководством выдающегося мастера режиссуры Андрея Гончарова, Светлана Горчакова заявляет о себе как режиссёр-постановщик. Одна из первых её режиссёрских работ — спектакль по пьесе Н. Белых «Анисья». Рецензент газеты «Коми му» отмечал тогда: «В последние годы коми сцена задыхалась в условиях дефицита подлинно глубоких, правдивых, истинно художественных пьес национального репертуара. „Анисья“ явилась глотком свежего воздуха для театра и зрителей. Как преодолеть женское одиночество, не позволить тоске заразить душу — об этом новая постановка начинающего режиссёра. Спектакль Светланы Горчаковой подобен умному, ненавязчивому и тонкому собеседнику».
В 1988 году её постановка по пьесе «Звезда неугасимая», написанной совместно с В. В. Кушмановым в 1988 году отмечена Государственной премией Республики Коми. Этот спектакль Светланы Горчаковой стал большим общественным событием.
С 1989 года Светлана Горчакова назначается главным режиссёром Коми республиканского драматического театра имени В. Савина. В это время репертуар театра значительно обогащается современными постановками.
Огромным зрительским успехом пользуется поставленный ею спектакль «Шондioй-мамой» по пьесе И. Г. Гладких «Чужая», в которой главные роли играли поистине «звёздные старухи» коми театра — Глафира Сидорова и Галина Лыткина. Морализированный, прямолинейный сюжет пьесы И. Г. Гладких в переводе Алексея Попова приобрел объём и глубину, а в постановке Светланы Горчаковой обогатился особым настроением, живым теплом, и получил новый смысл. Данный спектакль продолжил тему, которая чуть раньше прозвучала в спектакле Светланы Горчаковой «Сёстры» по пьесе Л. Н. Разумовской «Сад без земли», в нем режиссёр открыто призывал к великодушию, к милосердию, к добру во имя продолжения жизни, к покаянию.
В 1990 году Светлана Горчакова поставила спектакль по повести известного коми писателя Ивана Торопова «Но-о, биа бордаяс!» (Ну, залётные!). В спектакле с пристальным вниманием рассматривалась жизнь молодых людей во время и после Великой Отечественной войны. О том, как они до срока стремительно взрослели и мужали, помогая отцам и братьям.
Желая достойной творческой конкуренции, Светлана Горчакова приглашала в театр режиссёров и из других театров. Так «Детей Арбата» осуществил Е. Данилов, мюзикл по произведениям А. Н. Островского «Ах, похищенье!» — Е. Завадский, «Царскую охоту» — преподаватель ГИТИСа Л. Г. Топчиев, Ю. Б. Ильин — «Хитроумную влюбленную» по пьесе Лопе де Вега. Два спектакля поставил ленинградец А. Головин — «Эх!!!» — по прозе В. Войновича «Жизнь и необычайные приключения солдата Ивана Чонкина», а также с бенефисной ролью для Глафиры Сидоровой — «Деревья умирают стоя» по пьесе А. Касоны.

## Создание Государственного театра фольклора Республики Коми
В 1992 году творческие планы Светланы Гениевны Горчаковой кардинально меняются. На основе фольклорного ансамбля «Парма» под руководством известного музыканта Михаила Бурдина, а также группы выпускников драматической студии Сыктывкарского училища искусств под её руководством в Коми республике создается Государственный театр фольклора Республики Коми. Светлана Горчакова принимает на себя должность директора и одновременно главного режиссёра.

## Назначение Светланы Горчаковой министром культуры Республики Коми
А в 1999 году жизнь Светланы Горчаковой производит новый виток — она назначается министром культуры Республики Коми.

## Возвращение Светланы Горчаковой в театр фольклора Республики Коми
В 2003 году Светлана Гениевна возвращается в свой Театр фольклора Республики Коми, вновь получив возможность сосредоточиться на выполнении творческих задач.
В 2005 году Государственный театр фольклора получает новый статус Национального музыкально-драматического театра, чем значительно расширяет свои творческие возможности.

## Награды и звания Светланы Гениевны Горчаковой
В 1977 году присвоено звание заслуженной артистки Коми АССР.
В 1994 году присвоено почетное звание «Народный артист Коми АССР».
В 2005 году присвоено звание «Заслуженный деятель искусств Российской Федерации».
В 2011 году Орден Дружбы.